# Platydesmida
Platydesmida (англ.) — отряд двупарноногих многоножек из инфракласса Helminthomorpha (Diplopoda). Более 60 видов. Северная и Центральная Америка, Европа, Юго-Восточная Азия, Япония, Алжир, Тунис. Форма тела уплощённая, длина до 60 мм. Число сегментов более 30 (до 110); у самцов 9-я и 10-я пары ног превращены в половые органы (гоноподы). Обычно окрашены в розовый цвет. Дорсальная бороздка и параноты имеются. Голова мелкая, треугольной формы, глаза отсутствуют. Древнейшая и на текущий момент единственная находка отряда в ископаемом состоянии происходит из мелового бирманского янтаря.

## Систематика
2 семейства, 14 родов и более 60 видов. Отряд Platydesmida сближают с отрядами Polyzoniida, Siphonocryptida и Siphonophorida объединяя их в таксон (subterclass) Colobognatha и все вместе включают в состав Helminthomorpha, который рассматривается или в ранге инфракласса (тогда в составе подкласса Chilognatha) или подкласса.
- Andrognathidae Cope, 1869 — 12 родов, 32 вида
  - Andrognathus
- Platydesmidae DeSaussure, 1860 — 2 рода, 31 вид